# Mornac
Mornac ist eine französische Gemeinde mit 2115 Einwohnern (Stand 1. Januar 2022) im Département Charente in der Region Nouvelle-Aquitaine; sie gehört zum Arrondissement Angoulême und zum Kanton Touvre-et-Braconne. Die Gemeinde liegt zwölf Kilometer östlich von Angoulême, was sie in den letzten 20 Jahren zu einer stark wachsenden Vorstadt werden ließ.

## Geschichte
Mornac liegt am Rande des Forêt de la Braconne in dem sich seit 1878 auch ein bis heute genutztes Militärlager befindet. Ein Teil des Militärlagers wurde ab 1939 zur Unterbringung von französischen Binnenflüchtlingen genutzt, die vor der voranrückenden deutschen Wehrmacht flohen. Ab 1940 wurde daraus ein Internierungslager für auf französischem Boden lebende Deutsche und Österreicher. 1943 und 1944 fanden in und nahe dem Lagergelände Erschießungen von Widerstandskämpfern statt, für die im Januar 1946 auf einem zur Gemeinde Brie (Charente) gehörenden Gelände das Monument aux fusillés de la Braconne (Denkmal für die Erschossenen von La Braconne) eingeweiht wurde.
Von 1952 an wurde ein Teil des ehemaligen Militärlagers im Wald von Braconne ein Truppenlager der US-Army errichtet. Die Amerikaner verließen am 13. März 1967 dieses Lager, und es entstand in der Folge ein Industriegebiet, die sogenannte ZE de la Braconne, die auf dem Gebiet der Gemeinde Mornac angesiedelt ist.

## Bevölkerungsentwicklung
- 1962: 0540
- 1968: 0727
- 1975: 1138
- 1982: 1381
- 1990: 1800
- 1999: 1864
- 2016: 2189

## Persönlichkeiten
- Lucien Deschamps (1906–1985), Maler